# Parigny-les-Vaux
Parigny-les-Vaux är en kommun i departementet Nièvre i regionen Bourgogne-Franche-Comté i de centrala delarna av Frankrike. Kommunen ligger i kantonen Pougues-les-Eaux som tillhör arrondissementet Nevers. År 2022 hade Parigny-les-Vaux 965 invånare.

## Befolkningsutveckling
Antalet invånare i kommunen Parigny-les-Vaux
| Referens: INSEE |